# Encoger y estirar

Ilustración del principio de "encoger y estirar" (squash and stretch): El ejemplo A muestra una pelota rebotando con un movimiento rígido y no dinámico. En el ejemplo B la pelota se "encoge" al impactar el suelo, y se "estira" mientras cae y al momento de rebotar.

Secuencia de un caballo de carreras al galope animado a partir de una placa de cronofotografía de Eadweard Muybridge. El cuerpo del caballo demuestra aplastamiento y estiramiento en musculatura natural.

Encoger y estirar (o squash and stretch, en inglés) es la frase utilizada para describir, «por mucho el más importante» de los doce principios básicos de animación, mostrados en el libro The Illusion of Life(La ilusión de la vida) por Frank Thomas y Ollie Johnston.

## Bases
El principio se basa en el concepto que indica que solamente los objetos rígidos permanecen inertes durante el movimiento, mientras que los objetos que no son rígidos, aunque conservan su volumen total, tienden a cambiar su forma en un grado que depende de la inercia y elasticidad de las diferentes partes del objeto en movimiento. Para ilustrar este principio, un saco de harina medio lleno que cae al suelo o es estirado por sus esquinas, muestra que mantiene su volumen total todo el tiempo.
En su tiempo, los animadores encontraron varios ejemplos de la elasticidad en movimiento del cuerpo humano en hojas de periódicos sobre deportes. Usando estas poses como referencia, los animadores fueron capaces de empezar a «observar (el movimiento) en una nueva manera».

## Aplicación
El ejemplo más simple, que fue parte del entrenamiento preparatorio para los animadores de Disney, es la pelota que cambia su forma, comprimiéndose o encogiéndose (squash) al golpear el suelo y después estirándose (stretch) al rebotar hacia arriba.
Durante los años 30, los animadores de Disney exageraron este principio de encoger y estirar haciéndolo más extremo, pero tenían que mantener el volumen total de un objeto para que no pareciera que cambiaba su volumen así como cambiaba su forma.